# Градище (Черна Места)
Вижте пояснителната страница за други значения на Градище.
Градище или Градищка каля (местно произношение на Градищко кале) е късноантична крепост, разположена в Южна Рила, край якорудското село Черна Места, България.
Крепостта е разположена на конусовиден връх, на 8,44 km североизточно от Якоруда и на 2 km северно от село Черна Места в долината на река Черна Места, която тече в подножието ѝ. Крепостта е най-достъпна от юг. Крепостната стена е силно заличена. Изградена е от ломени камъни и хоросан, смесен с дребни късчета счукана тухла. Към крепостта има и селище.